# Кингвуд (Западна Вирџинија)
Кингвуд (енгл. Kingwood) град је у америчкој савезној држави Западна Вирџинија.

## Демографија
По попису из 2010. године број становника је 2.939, што је 5 (-0,2%) становника мање него 2000. године.
| Група             | 2000.         | 2010.         |
| Белци             | 2.867 (97,4%) | 2.851 (97,0%) |
| Афроамериканци    | 30 (1,0%)     | 25 (0,9%)     |
| Азијати           | 13 (0,4%)     | 16 (0,5%)     |
| Хиспаноамериканци | 10 (0,3%)     | 16 (0,5%)     |
| Укупно            | 2.944         | 2.939         |